# ジャンニ・アニェッリ (会社)
ジャンニ・アニェッリ（イタリア語: Giovanni Agnelli e C. S.a.p.az.）は、フィアット創業家のアニェッリ家と縁戚であるナージ家の共同資産管理会社として設立された投資持株会社。創業以来イタリアのトリノに本部を置いたが2016年にオランダのアムステルダムに移転。（但し実務上の本部は現在もトリノ）

## 歴史
1984年、フィアット創業者の孫で当時会長だったジャンニ・アニェッリはフィアットを支配する投資持株会社Istituto Finanziario Industriale S.p.A.（IFI）の過半数を取得するためにGiovanni Agnelli S.r.l.（有限会社）を設立。同社はIFI（後のエクソール）の株式70%を取得し以降同社を家族の投資持株会社とした。
1987年に株式合資会社（S.a.p.az.）に移行、2003年に設立以来会長を務めていたジャンニ・アニェッリが死去すると末弟のウンベルト・アニェッリが会長に就任したが翌2004年に死去、以降アニェッリ家の側近であるジャンルイジ・ガベッティが会長を務めた。
2008年5月、ジャンニ・アニェッリの長女の長男で当時フィアット副社長であったジョン・エルカーンがガベッティから会長の座を引き継いだ。同年12月、IFIが同じく一族が所有する投資会社IFILを吸収合併することが決議され、社名をエクソールへと変更。

## 株式保有者
同社の株式は以下の者たちによって保有されており、その総数は100人を超える。
- アニェッリ家（Edoardo AgnelliとVirginia del Monteの子孫）：
  - 38% - ジャンニ・アニェッリの相続人（孫ジョン・エルカーンが Dicembre S.s. を通じて所有）
  - 11.85% - ウンベルト・アニェッリの相続人（子アンドレアなど）
  - 11.63% - マリア・ソロ・アニェッリの相続人
  - 5.11% - スザンナ・アニェッリの相続人
  - 5.05% - クリスティアーナ・アニェッリの相続人
  - 0.29% - クララ・アニェッリの相続人
- ナージ家（Carlo NasiとAniceta Agnelliの子孫）：
  - 8.79% - ジョヴァンニ・ナージの相続人
  - 6.26% - ローラ・ナージ・カメラーナの相続人
  - 3.53% - クララ・ナージ・フェレーロの相続人
  - 2.58% - エマヌエーレ・ナージの相続人
- その他：
  - 6.93% - 自社株信託
  - 0.92% - アニェッリ財団

## 主な所有株式
- エクソール（普通株式 52.99%, 議決権ベースで80%[6]）
  - フィアット・クライスラー（29.16%, 議決権の44.27%）
  - CNHインダストリアル（26.96%, 議決権の39.97%）
  - フェラーリ（22.91%, 議決権の32.7%）
  - ユヴェントスFC（63.77%）
  - The Economist Group（43.40%）
  - レオナルド銀行（16.51%）
  - Almacantar（38.30%）
  - Welltec（14.01%）
  - PartnerRe（100%）
- GEDI グルポ・エディトリアレ（6.89%）

## 取締役会
同社の8人の取締役の内6人はアニェッリ家とナージ家のメンバーとその代理人よって構成されている。
- ジョン・エルカーン - 会長（アニェッリ家, ジャンニ・アニェッリの娘の息子）
- Tiberto Brandolini d’Adda - 取締役（ジャンニ・アニェッリの相続人の代理人）
- アレッサンドロ・ナージ - 取締役（ナージ家）
- Luca Ferrero Ventimiglia - 取締役（ナージ家, クララ・ナージの息子）
- アンドレア・アニェッリ - 取締役（アニェッリ家）
- Eduardo Teodorani Fabbri - 取締役（アニェッリ家, マリア・ソロ・アニェッリの息子）
- Florence Hinnen - 取締役
- Jeroen Preller - 取締役